# Světlo proniká tmou
Světlo proniká tmou je český krátký experimentální film Otakara Vávry z roku 1930.

## Popis
Abstraktní filmová kompozice, na které se kromě režiséra Vávry podílel také kameraman František Pilát, je inspirována plastikou Zdeňka Pešánka Edisonka, první veřejné kinetické sochy na světě. Ta byla součástí Edisonovy transformační stanice (její velkoformátová fotografie je k vidění v dnešním kině Edison Filmhub). Snímek je oslavou technického pokroku, elektřiny a modernity.

## Uvedení
Snímek byl vyroben v roce 1930, jeho uvedení nicméně proběhlo až 13. února 1931. První veřejné představení se odehrálo v pražském kině Kotva v rámci přehlídky Třetí týden nových avantgardních filmů. Po tomto filmu natočil a produkoval Vávra další experimentální filmy, jako Žijeme v Praze a Listopad, než definitivně přešel jako asistent režie k hrané tvorbě.